# Egesina umbrina
Egesina umbrina är en skalbaggsart som beskrevs av Holzschuh 2007. Egesina umbrina ingår i släktet Egesina och familjen långhorningar. Inga underarter finns listade i Catalogue of Life.